# Picket Hill
Picket Hill est un hameau à côté de Picket Post dans le parc national New Forest, dans le comté du Hampshire, en Angleterre. 
Il se trouve à la périphérie de Ringwood.